# Michael Glasder
Michael Glasder (Lake Forest, 27 maart 1989) is een Amerikaanse schansspringer. Hij nam deel aan de Olympische Winterspelen 2018. 

## Carrière
Glasder maakte zijn debuut in de wereldbeker in het seizoen 2009/2010. Bij zijn eerste wedstrijd in Sapporo werd hij 48e. Hij behaalde geen podiumplaatsen in een wereldbekerwedstrijd.
In 2018 nam Glasder een eerste keer deel aan de Olympische Winterspelen. In Pyeongchang eindigde hij 32e op de normale schans en 46e op de grote schans. 

## Belangrijkste resultaten

### Olympische Winterspelen
| Jaar | Plaats      | Resultaten                                             |
| ---- | ----------- | ------------------------------------------------------ |
| 2018 | Pyeongchang | 32e normale schans 46e grote schans 9e landenwedstrijd |

### Wereldkampioenschappen schansspringen
| Jaar | Plaats | Resultaten                                                                                             |
| ---- | ------ | --- |
| 2015 | Falun  | 46e grote schans                                                                                       |
| 2017 | Lahti  | 49e normale schans 40e grote schans 8e landenwedstrijd normale schans 11e landenwedstrijd grote schans |

### Wereldkampioenschappen skivliegen
| Jaar | Plaats          | Resultaten              |
| ---- | --------------- | ----------------------- |
| 2010 | Planica         | 10e Teamwedstrijd HS215 |
| 2016 | Bad Mitterndorf | 37e HS225               |
| 2018 | Oberstdorf      | 38e HS235               |

### Wereldbeker
Eindklasseringen
| Seizoen   | Algm | SV  | 4S  | RAW |
| --------- | ---- | --- | --- | --- |
| 2015/2016 | -    | -   | 67e |     |
| 2016/2017 | 67e  | 45e | 55e | 48e |
| 2017/2018 | -    | -   | -   | 63e |

### Grand-Prix
Eindklasseringen
| Jaar | Plaats |
| ---- | ------ |
| 2017 | 81e    |